# Port lotniczy Cabo Rojo
Port lotniczy Cabo Rojo (IATA: CBJ, ICAO: MDCR) – port lotniczy położony w miejscowości Pedernales na Dominikanie.